# Сламарке дивојке
Сламарке дивојке je документарни филм из 1970. редитеља Иве Шкрабала и директора фотографије Николе Танхофера
Филм говори о бачким Хрватицама, наивним уметницама у техници сламе, а сниман је у касно лето 1970. у Таванкуту, Жеднику, Ђурђину и Суботици.
Филм је први пут приказан у марту 1971. на фестивалу кратких филмова у Београду. Исте године је приказан у Загребу и у Таванкуту, на обележавању двадесетпетогодишњице рада ХКПД Матија Губец. Након што је титлован на енглески, филм је приказан у Лондону.
У филму су наступале Марга Стипић из Таванкута, Ружа Дулић из Таванкута, Марија Ивковић Ивандекић из Ђурђина, Ката Рогић из Ђурђина, Аница Балажевић, Теза Вилов из Бикова и Рушка Пољаковић из Ђурђина.
Хрватски редитељ Бранко Иштванчић, рођени Суботичанин, снимио је 2012./13. филм Од зрна до слике који истражује културу и уметнички израз хрватске националне мањине у Војводини. У филму се такође говори о сламаркама, бачким народним уметницама које су свој идеални медиј пронашле у слами из које су стварале слике, скулптуре и различите предмете. Један од протагониста Иштванчићевог филма је био и Иво Шкрабало, редитељ филма Сламарке дивојке.